# Dysschema parnassioides
Dysschema parnassioides là một loài bướm đêm thuộc phân họ Arctiinae, họ Erebidae.